# 山本四郎
山本 四郎（やまもと しろう、1920年2月29日 - 2022年8月20日）は、日本の歴史学者。神戸女子大学名誉教授。専門は日本近代史。

## 略歴
京都府出身。1939年12月、陸軍士官学校卒業。1949年3月、京都大学文学部史学科卒業。1971年5月、京都大学文学博士。神戸女子大学教授を経て、同大学名誉教授。
2022年8月20日、老衰のため死去。102歳没。

## 著書

### 単著
- 『小石元俊』（吉川弘文館 人物叢書、1967年、新装版1989年　ISBN　	9784642051651、オンデマンド版 2021年　ISBN　9784642751650）
- 『新宮涼庭伝』（ミネルヴァ書房、1968年、オンデマンド版2014年）
- 『大正政変の基礎的研究』（御茶の水書房、1970年）
- 『原敬 政党政治のあけぼの』（清水書院、1971年、清水新書、1984年、新訂版2017年）
- 『初期政友会の研究　伊藤総裁時代』（清文堂出版、1975年）
- 『京都府の歴史散歩』上・下（山川出版社、1975年）、新版（上・中・下、1995年）
- 『日本政党史』上・下（教育社歴史新書、1979年-1980年、新版1987年）
- 『政変 近代政治史の一側面』（塙書房、1982年）
- 『山本内閣の基礎的研究』（京都女子大学、1982年）
- 『元老』（静山社、1986年）
- 『評伝 原敬』上・下（東京創元社、1997年）
- 『石川丈山と詩仙堂』（山本四郎、2002年）

### 編著
- 『近代日本の政党と官僚』（東京創元社、1991年）
- 『日本近代国家の形成と展開』（吉川弘文館、1996年）

### 共編著
- （赤松俊秀）『京都府の歴史』（山川出版社、1969年）
- （原奎一郎）『原敬をめぐる人びと』正・続（日本放送出版協会：NHKブックス、1981-1982年）

## 刊行史料
- 『第二次大隈内閣関係史料』（京都女子大学、1979年）
- 『寺内正毅日記 1900〜1918』（同上、1980年）
- 『西原亀三日記』（同上、1983年）
- 『寺内正毅関係文書 首相以前』（同上、1984年）
- 『寺内正毅内閣関係史料』（同上、1985年）
- 『坂西利八郎書翰・報告集』（刀水書房、1989年）
- 『立憲政友会史 補訂版』全10巻・別巻（日本図書センター、1990年）